# 矢野陽子

矢野 陽子（やの ようこ、1942年5月4日 - ）は、日本の女性声優。リベルタ所属。東京都出身。本名は新城洋子。以前は矢野 洋子で活動していた。1960年代から1970年代には東宝に所属していた。

## 出演（女優）

### テレビドラマ
- ウルトラシリーズ
  - ウルトラQ（1966年1月2日 - 7月3日 / TBS系）
    - 第2話『五郎とゴロー』（1966年1月9日） - 淡島ロープウェー観光ガイド[1]
    - 第10話『地底超特急西へ』（1966年3月6日） - いなづま号ガイド[1]・矢野

  - ウルトラマン（1966年7月17日 - 1967年4月9日 / TBS系）
    - 第11話『宇宙から来た暴れん坊』 - 新聞記者

  - ウルトラセブン（1967年10月1日 - 1968年9月8日 / TBS系）
    - 第24話『北へ還れ！』（1968年3月17日） - 旅客機乗員[1]、カナン星人の声
    - 第31話『悪魔の住む花』（1968年5月5日） - 松島看護婦
- 鬼平犯科帳 第1シリーズ 第45話「夜鷹殺し」（1970年、NET / 東宝） - おつね
- 火曜日の女シリーズ「恋の罠」（1970年、NTV / 東宝）
- 親子弁護士の探偵帖
- でっかい青春

### 映画
- 暗黒街撃滅命令（1961年） - 列車の母親
- 河のほとりで（1962年） - 女学生
- どぶろくの辰（1962年）
- ゴジラシリーズ
  - モスラ対ゴジラ（1964年） - 浜風ホテルの客[2]
  - 三大怪獣 地球最大の決戦（1964年） - 上野公園の野次馬[2]
  - 怪獣大戦争（1965年） - 宇宙局員[2]
  - 怪獣総進撃（1968年） - 国連科学委員会の女性技師[2][注釈 1]
- 君も出世ができる（1964年） - 東和観光社員
- 乱れる（1964年）
- けものみち（1965年） - 鬼頭家女中
- フランケンシュタイン対地底怪獣（1965年） - 山へ避難する町の住民[要出典][注釈 1]
- 女の中にいる他人（1966年） - 女中
- ひき逃げ（1966年）
- フランケンシュタインの怪獣 サンダ対ガイラ（1966年） - 地引網を引っ張る女、ハイカー[要出典][注釈 1]
- クレージー映画
  - 日本一の男の中の男（1967年） - 銀座ショールーム店員
  - 日本一の裏切り男（1968年） - 女学生
  - 空想天国（1968年） - 若者
- 若大将シリーズ
  - ニュージーランドの若大将（1969年） - 直子
  - フレッシュマン若大将（1969年） - 節子の同僚
- 東宝8.15シリーズ
  - 日本海大海戦（1969年） - 松の妻
  - 激動の昭和史 軍閥（1970年） - サイパンの若い母親
- 豹は走った（1970年） - 婦人警官
- 若武者（2024年） - 秀子[4]

### 舞台
- マミィ（2024年）[5]

## 出演（声優）

### テレビアニメ
- 家なき子
- 一発貫太くん（ひろみ）
- おそ松くん（デカパン婦人）
- 学校の怪談（しづ子の母）
- コボちゃん
- タイムボカンシリーズ
  - ヤッターマン（ハヒネス、老婆トマレー、オカミさん、ギルダの母、母カッパ、太めの女、レミの母）
  - タイムパトロール隊オタスケマン（コンピューターママ[6]、ハハブタ、ヨターシャ）
- サザエさん
- とんでも戦士ムテキング（警官C）
- ファンタジーアドベンチャー 長靴をはいた猫の冒険（フローネ）
- 風船少女テンプルちゃん（チュッピー）
- 平成天才バカボン（お母様）
- ろぼっ子ビートン（おばあさん、女の人たち）

### OVA
- タイムボカン王道復古（占いママさん[7]）

### 劇場アニメ
- WXIII 機動警察パトレイバー（舞台女優[8]）

### 吹き替え

#### 映画
- オフィスキラー（ドリーン）
- 彼女を信じないでください（ヒチョルの祖母）
- ゴーストバスターズ（不動産屋）※テレビ朝日・日本語吹替完全収録版Blu-ray BOX収録
- サルサ/灼熱のふたり（先生、おばさん）
- バック・トゥ・ザ・フューチャー（寄付集めの女性）※テレビ朝日版、（寄付集めの女性、見物人）※フジテレビ版
- ぼくのバラ色の人生（エリザベス）
- 摩天楼はバラ色に（グレース・フォスター）※フジテレビ版・思い出の復刻版BD収録
- リトル・ダンサー（おばあちゃん）
- レナードの朝（エレノア・コステロ）※日本テレビ版・デラックスエディションBlu-ray収録

#### ドラマ
- ER XIV 緊急救命室 （ミッシェル〈フラン・ベネット〉）
- デスパレートな妻たち7（アリソン・スカーボ）
- ロックフォードの事件メモ（ペギー・ベッカー）

#### アニメ
- ザ・シンプソンズ （ベアトリス・ビー・シモンズ）